# Municipio de Mayberry (Illinois)
El municipio de Mayberry (en inglés: Mayberry Township) es un municipio ubicado en el condado de Hamilton en el estado estadounidense de Illinois. En el año 2010 tenía una población de 486 habitantes y una densidad poblacional de 3,43 personas por km².

## Geografía
Según la Oficina del Censo de los Estados Unidos, el municipio tiene una superficie total de 141.81 km², de la cual 141,42 km² corresponden a tierra firme y (0,28 %) 0,39 km² es agua.

## Demografía
Según el censo de 2010, había 486 personas residiendo en el municipio de Mayberry. La densidad de población era de 3,43 hab./km². De los 486 habitantes, el municipio de Mayberry estaba compuesto por el 98,77 % blancos, el 0,62 % eran amerindios y el 0,62 % eran de una mezcla de razas. Del total de la población el 1,23 % eran hispanos o latinos de cualquier raza.